# Louise Chandler Moulton

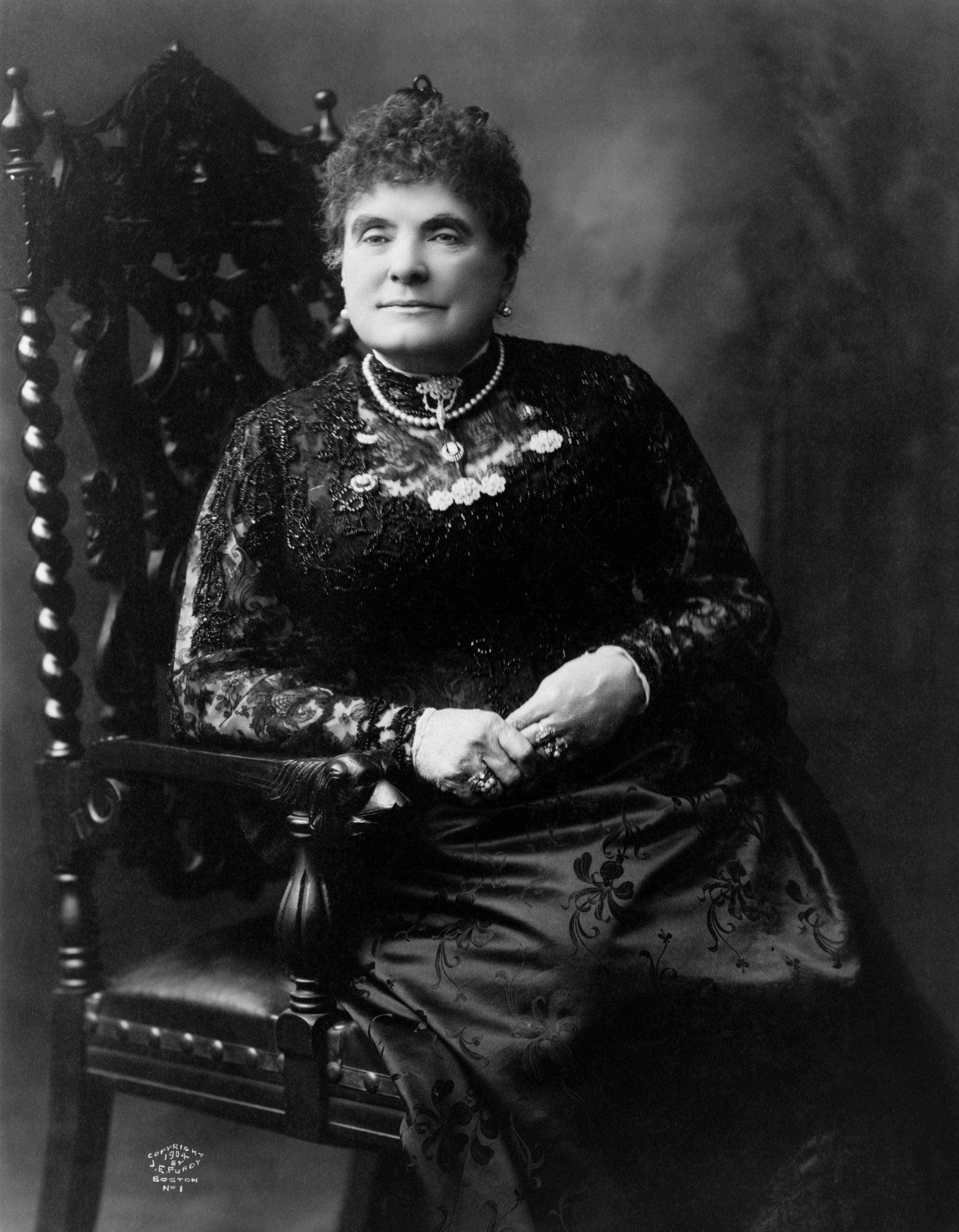
Louise Chandler Moulton, Fotografie von James E. Purdy, 1904

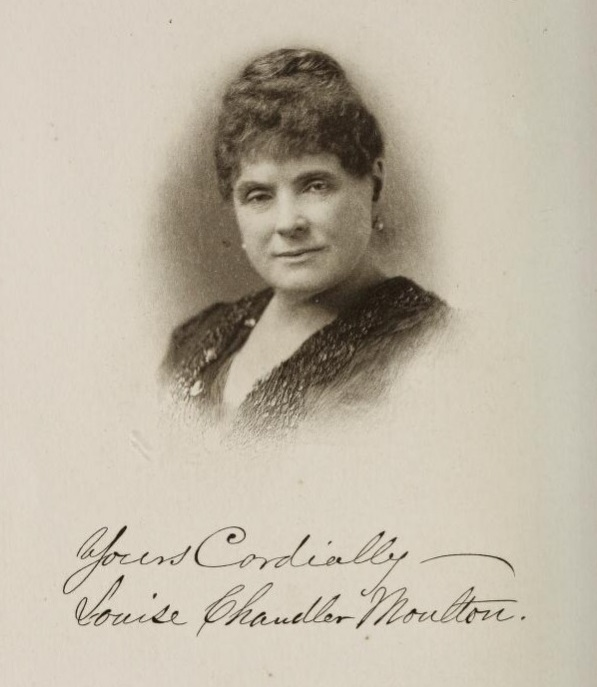
Frontispiz von Poets and Sonnets of Louise Chandler Moulton, 1909

Louise Chandler Moulton (* 10. April 1835 in Pomfret, Connecticut; † 10. August 1908 in Boston, Massachusetts) war eine US-amerikanische Dichterin, Erzählerin, Kinderbuchautorin und Kritikerin.
Sie schrieb Gedichte und Geschichten für die Zeitschriften wie Harper’s Magazine, The Atlantic, The Galaxy oder das erste Scribner’s Magazine und veröffentlichte außerdem Kinderbücher wie Bedtime Stories, Firelight Stories, Stories Told at Twilight, die zu ihrer Zeit sehr beliebt waren. Einige ihrer zahlreichen Erzählungen für Erwachsene fasste sie in Sammelbänden zusammen: Miss Eyre of Boston und Some Women’s Hearts. Den größten Teil ihrer Werke verfasste sie nach ihrer Umzug nach Boston, darunter ihre Reisebücher Random Rambles und Lazy Tours und ihre vier Gedichtbände. Sie redigierte die Biografien A Last Harvest und Garden Secrets sowie die Collected Poems von Philip Bourke Marston und eine Auswahl von Arthur O’Shaughnessys Versen.

## Leben
Ellen Louise Chandler war das einzige Kind von Lucius L. Chandler und Louisa R. (Clark) Chandler.
Moultons Fantasie wurde schon in ihrer Kindheit gefördert. Ihre Eltern hielten an den strengsten calvinistischen Prinzipien fest. Spiele, Tänze und Romanzen waren verboten, und da es nur wenige Spielkameraden gab, lebte das Kind in einer Welt der Fantasie. Überliefert ist, dass sie sich eine eigene Welt in einem kleinen, ungeschriebenen Theaterstück schuf, das sie in ihrer Fantasie ein spanisches Drama nannte und mit dem sie den ganzen Sommer verbrachte, um es mit Persönlichkeiten zu füllen. Schon früh wurde sie in die Schule geschickt und wurde schließlich Schülerin von Reverend Roswell Park, dem damaligen Rektor der Episkopalkirche in Pomfret, der auch eine Schule namens Christ Church Hall leitete. Es war eine Schule sowohl für Jungen als auch für Mädchen, und einer ihrer Mitschüler war eine Zeit lang James McNeill Whistler. Sie bewahrte die Bilder auf, die er damals für sie zeichnete.
Im Alter von 15 Jahren begann Moulton, das Werk zu veröffentlichen, das sie in den vergangenen acht Jahren geschrieben hatte. Es ist nicht bekannt, was die dazu veranlasste, da sie keine literarischen Freunde hatte. Und als sie ihre ersten Verse an eine Tageszeitung in Norwich, CT, schickte, machte sie das heimlich. Eines Tages nahm sie auf dem Schulweg zufällig die Zeitung mit und fand sie die Zeilen, die sie geschrieben hatte. Drei Jahre später veröffentlichte der Verlag Phillips, Sampson and Company in Boston für sie This, That, and the Other, eine Sammlung von Geschichten und Gedichten, die in verschiedenen Magazinen und Zeitungen erschienen waren.
Unmittelbar nach der Veröffentlichung dieses ersten Buches ging Moulton im August 1854 für ein letztes Schuljahr auf das von Emma Willard geführte Troy Female Seminary, das sie 1855 abschloss. Sechs Wochen nach Verlassen des Troy Female Seminary am 27. August 1855 heiratete sie den Bostoner Verleger William Upham Moulton († 1898), unter dessen Schirmherrschaft ihr erstes literarisches Werk in The True Flag erschienen war. 1855 veröffentlichte sie Juno Clifford und eine anonym veröffentlichte Erzählung (By A Lady, 1855). 1859 folgte My Third Book. Ihr literarisches Schaffen wurde bis 1873 unterbrochen, als sie mit Bed-time Stories, den ersten einer Reihe von Bänden wieder aufnahm, darunter Firelight Stories (1883) und Stories told at Twilight (1890).
In der Zwischenzeit war sie Teil der amerikanischen literarischen Gesellschaft geworden und schrieb von 1870 bis 1876 regelmäßig Kritiken für die New York Tribune, wobei ihr Wohlwollen und ihre positive Grundhaltung zu den Werken anerkannt war.
1876 reiste sie nach Europa, zunächst nach London und dann über Paris nach Rom. Sie sah neben den Baudenkmälern Königin Victoria bei der Eröffnung des Parlaments und Papst Pius IX. bei der Segnung auf dem Petersplatz. Sie besuchte die Atelier zum Beispiel von Elihu Vedder oder John Rollin Tilton. Ihre Beschreibungen all dessen machten ihre Random Rambles zu einer interessanten Lektüre. Nach Rom besuchte sie Florenz, dann Venedig, dann wieder Paris, dann wieder London und die Londoner Saison. Von Lord Houghton unterhalten, traf sie Robert Browning und Algernon Charles Swinburne, George Eliot, Alexander William Kinglake, Theodore Watts und andere.
Im Winter 1876 brachten die Macmillan Publishers ihren ersten Gedichtband Poems (in der Ausgabe in England von 1877 Swallow flights umbenannt) heraus, der von der Kritik in diversen Zeitungen und Magazinen vor allem in England hoch gelobt wurde. Der Examiner sprach zum Beispiel von der Kraft und Originalität der Verse, von der Musik und der Intensität, die jedes Gedicht von George Eliot übertreffe, und erklärte, dass das Sonett mit dem Titel One Dread von Sir Philip Sidney hätte geschrieben werden können. Sie erhielt auch in überlieferten Briefen direktes Lob, zum Beispiel von Matthew Arnold, Henry Austin Dobson, Frederick Locker-Lampson oder William Bell Scott. Ihre Gedichte wurden häufig vertont, zum Beispiel von Francesco Berger, Margaret Ruthven Lang oder Arthur Foote.
Von 1886 bis 1892 schrieb sie wöchentlich einen literarischen Brief für die Sonntagsausgabe des Boston Herald, in denen sie neue Bücher rezensierte und über die Angelegenheiten des Radical Club berichtete. 1889 bestätigte ein weiterer Gedichtband, In the Garden of Dreams, ihren Ruf als Dichterin. Sie schrieb auch mehrere Bände mit Prosaliteratur, darunter Miss Eyre from Boston and Other Stories, und einige Reisebeschreibungen, darunter Lazy Tours in Spain (1896).
Ihr Haus in Boston wurde nach ihrer Heirat bald zu einem Anziehungspunkt, und umgeben von Freunden übte sie dort eine liebenswürdige Gastfreundschaft aus und traf die Männer und Frauen, die das Boston jener Epoche berühmt machten. Hier wurde ihre Tochter Florence geboren. Mit Ausnahme der beiden Jahre unmittelbar nach dem Tod ihres Mannes, in denen sie zu Hause blieb und sich zurückzog, reiste Moulton jeden Sommer ins Ausland. Jeden Winter war sie zurück in Boston, wo ihr Haus ein Zentrum des literarischen Lebens war. Praktisch alle bekannten Literaten der Zeit verkehrten bei ihr. Nach langer Krankheit starb sie 1908.

## Werke (Auswahl)
- Random Rambles. Roberts Brothers, Boston, MA 1881 (archive.org).
- Swallow-flights. Macmillan and Company, London 1878 (archive.org).
- Stories Told at Twilight. Roberts Brothers, Boston, MA 1890 (eingeschränkte Vorschau in der Google-Buchsuche).
- Miss Eyre from Boston: And Others. Roberts Brothers, Boston, MA 1889 (archive.org).
- Bed-time Stories. Roberts Brothers, Boston, MA 1873 (eingeschränkte Vorschau in der Google-Buchsuche).
- Juno Clifford: A Tale. D. Appleton & Company, New York City 1856 (archive.org).

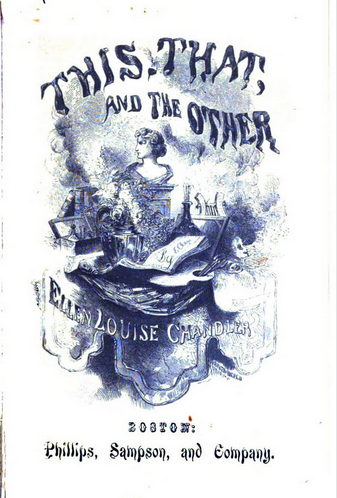
This, That, and the Other (1854)
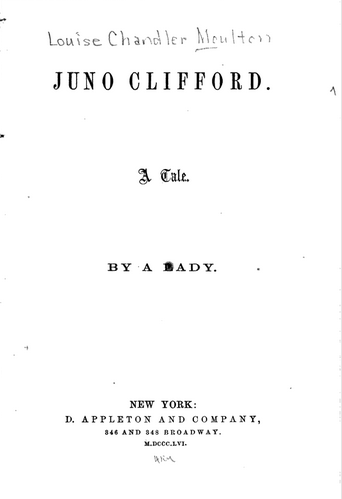
Juno Clifford (1856)
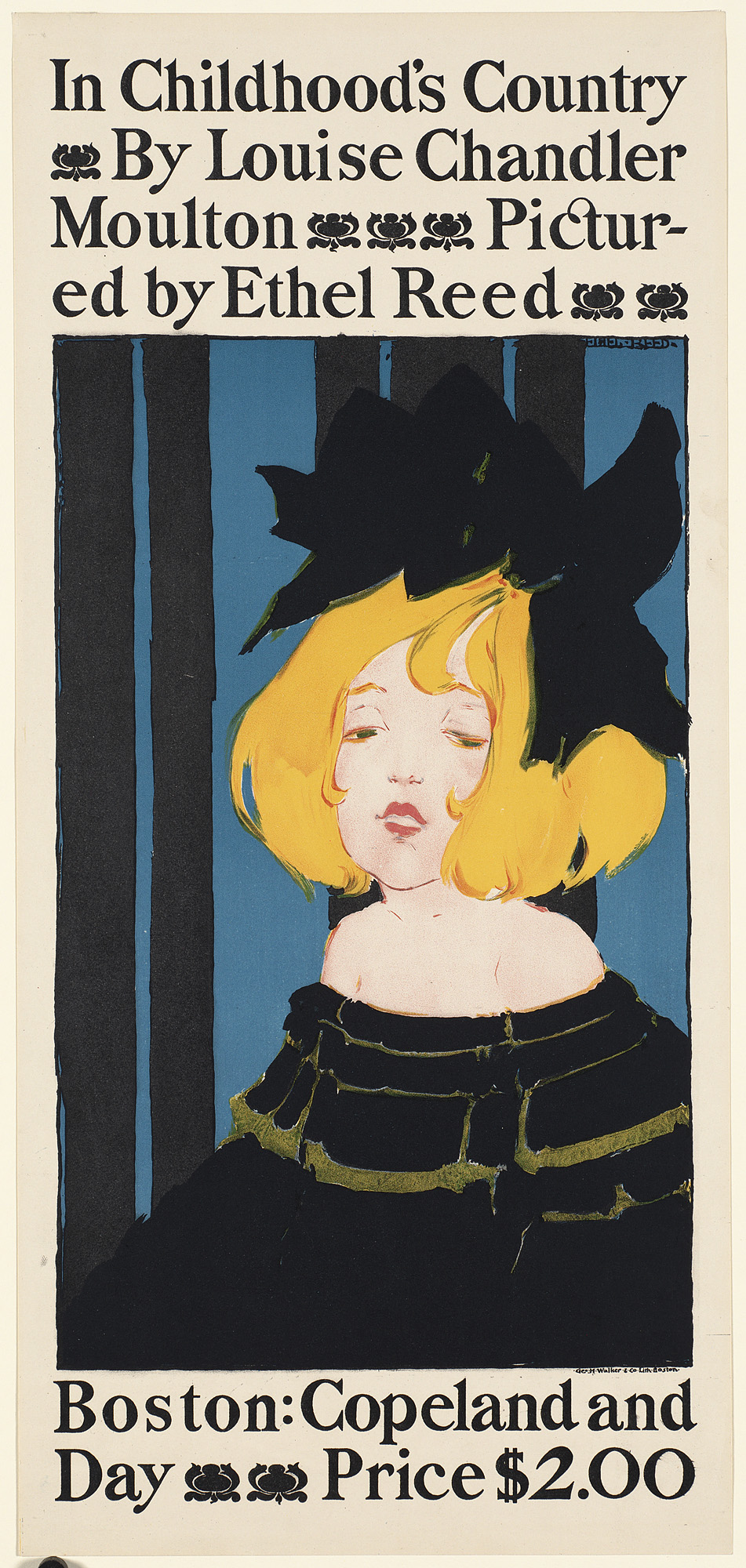
In Childhood's Country (1874)
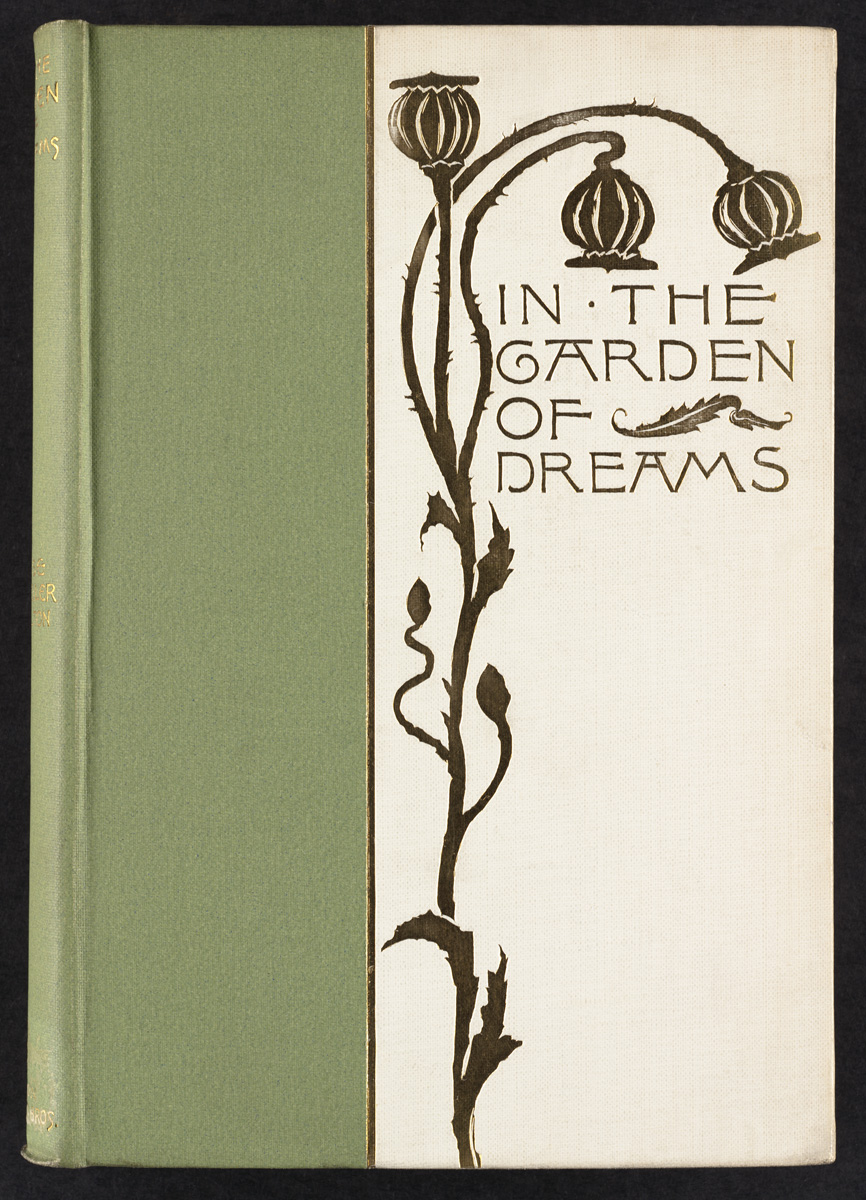
In the garden of dreams (1890)
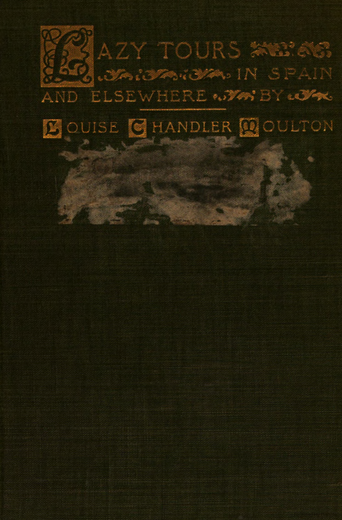
Lazy Tours in Spain and Elsewhere (1897)
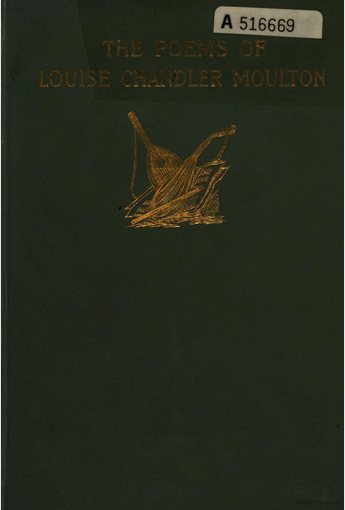
The Poems and Sonnets of Louise Chandler Moulton (1908)